# Миронова Марія Володимирівна
Марія Володимирівна Миронова (1910/1911—1997) — російська радянська акторка театру, кіно, естради. Народна артистка СРСР (1991).

## Походження та навчання
Марія Миронова народилася 24 грудня 1910 (6 січня 1911) року (за іншими джерелами — 25 грудня 1910 (7 січня 1911) року) в Москві, в родині шкільної вчительки Єлизавети Іванівни (1876—1937) та службовця Володимира Миколайовича Мироновых (1881—1950)..
У 1927 році закінчила Театральний технікум імені Анатолія Луначарського (нині Російський інститут театрального мистецтва — ГІТІС).

## Творчість
У 1927—1931 роках — акторка МХАТУ 2-го. У 1932—1936 роках — Московського мюзик-холу. У ці роки грала в Московському театрі оперети та Московському театрі транспорту (нині Московський драматичний театр імені Миколи Гоголя). Потім у 1938—1946 роках працювала в Московському театрі естради і мініатюр (нині театр «Ермітаж»). У 1947 році грала в Камерному театрі під керівництвом А. Таїрова.
Під час Другої світової війни Марія Миронова грала на фронті в акторських бригадах.
На початку 1928 року вперше вийшла на сцену Колонного залу Будинку Спілок як естрадна акторка з розповідями Антона Чехова. За довгі роки роботи на естраді створила чимало комедійних і гостро сатиричних образів (естрадні вистави «Говорять листи», «Ви їх пізнаєте», «Справи сімейні» (1954), «Плями» (1959), «Чоловіки та жінки» (1971), «Номер у готелі» (1976), «Вовки в місті» Лева Шейніна (1964)). Виконувала монологи, які писали для неї Аркадій Арканов, Григорій Горін, Семен Альтов, Олександр Володарський, Мар'ян Бєлєнький тощо.
З 1948 року працювала в дуеті зі своїм чоловіком, естрадним актором Олександром Менакером, з 1952 року — у створеному ними Театрі двох акторів. З 1954 року дует «Миронова та Менакер» — у Московському театрі естради.
У різний час співпрацювала з «Москонцертом».
Більше 100 записів естрадних мініатюр, інтермедій, вистав за участю акторки зберігається в колекції радіофонду, включаючи таких відомих авторів, як Михайла Зощенка, Михайла Ардова, Леоніда Ленча, Володимира Полякова, Бориса Ласкіна, Володимира Диховічного, Моріса Слободського.
З 1990 року — акторка Московського театру-студії під керівництвом Олега Табакова («Табакерка»). У 1995 році відбувся її бенефіс у театрі «Школа сучасної п'єси».
Востаннє вийшла на сцену у виставі «Йшов старий від баби» Семена Злотнікова.
У кіно дебютувала в 1938 році, у фільмі Григорія Александрова «Волга, Волга» (Зоя Іванівна, секретарка Бивалова).
В 1984 році випустила у співавторстві з Олександром Менакером книгу «…У своєму репертуарі».

## Смерть
Померла 13 листопада 1997 року (за іншими джерелами — 12 листопада) в Центральній клінічній лікарні Москви.
Похована на Ваганьковському кладовищі.

## Родина
- Перший чоловік — Михайло Якович Слуцький (1907—1959) — кінорежисер, сценарист і оператор документальних фільмів. Заслужений діяч мистецтв Української РСР (1954).
- Другий чоловік — Олександр Семенович Менакер (1913—1982) — актор.
  - Син — Андрій Олександрович Миронов (1941—1987) — актор театру і кіно, артист естради. Народний артист РРФСР (1980).
    - Онука — Марія Андріївна Миронова (нар. 1973) — акторка театру і кіно. Заслужена артистка Росії (2006)
      - Правнук — Андрій Ігорович Удалов (нар. 1992) — актор Театру імені Є.Вахтангова

## Нагороди та звання
- Лауреатка Першого Всесоюзного конкурсу артистів естради (1939)
- Заслужена артистка Російської РФСР (14.06.1956)
- Народна артистка Російської РФСР (05.09.1978)
- Народна артистка СРСР (19.03.1991)
- Орден «За заслуги перед Вітчизною» III ступеня (31.01.1996)

## Театр

### Театр «Табакерка»
- бура «Вчитель російської» А. М. Буравського — Козицька

### Театр «Школа сучасної п'єси»
- «Йшов старий від баби» С. Злотнікова — стара

## Фільмографія

### Ролі

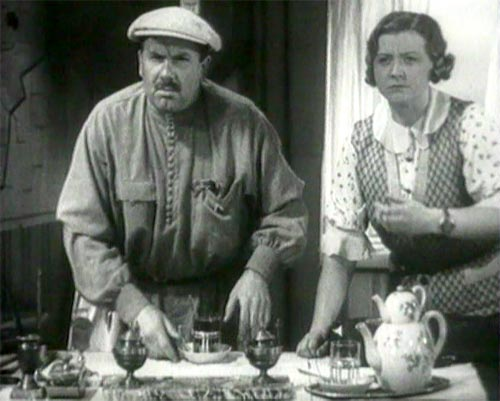
Ігор Ільїнський та Марія Миронова у фільмі «Волга, Волга»

1. 1934 — Настуся Устинова / Настенька Устинова — Конкордія
2. 1938 — Волга, Волга / Волга-Волга — Зоя Іванівна, секретарка Бивалова
3. 1940 — Злочин і покарання / Преступление и наказание  — Горбушкіна
4. 1954 — Веселі зірки / Весёлые звёзды — Миронова
5. 1954 — Запасний гравець / Запасной игрок— Ольга, дружина директора заводу
6. 1954 — Ми з вами десь зустрічалися / Мы с вами где-то встречались — Вероніка Платонівна Малярська, пліткарка
7. 1955 — Одного чудового дня / В один прекрасный день — Тетяна Петрівна Озерова, дружина скрипаля
8. 1956 — Дорогоцінний подарунок / Драгоценный подарок — Леокадія Михайлівна
9. 1958 — Шофер мимоволі / Шофёр поневоле  — Ганна Власівна Пастухова
10. 1960 — Цілком серйозно / Совершенно серьёзно — мати Жори
11. 1961 — Питання виховання / Вопросы воспитания — мати Вовочки
12. 1962 — Блакитний вогник-1962 / Голубой огонёк-1962 — виконавиця жартівливої пісні «На деревах синій іній»
13. 1963 — Короткі історії (новела «Випадок у літаку») / Короткие истории (новелла «Случай в самолёте») — пані Христина
14. 1963 — Вперта дівчина / Упрямая девчонка — Олена Гнатівна
15. 1966 — Казки російського лісу / Сказки русского леса — пасажирка таксі
16. 1969 — Викрадення / Похищение — артистка Миронова
17. 1969 — Старий знайомий / Старый знакомый — Віра Степанівна Дядькова, заввідділу культури міськвиконкому
18. 1971 — Фитиль (фільм № 110 «Формалісти») / Фитиль (фильм № 110 «Формалисты»)
19. 1974 — Яка у вас посмішка / Какая у вас улыбка — Ольга Павлівна, старша коректорка
20. 1977 — Майже смішна історія / Почти смешная история — телеграфістка
21. 1978 — Чоловік і жінки (фільм-спектакль) / Мужчина и женщины — всі жіночі ролі
22. 1980 — Жиголо і Жиголетта / Жиголо и Жиголетта  — літня акторка
23. 1980 — Призначення / Назначение — Лідія Григорівна Ляміна
24. 1982 — Понеділок-день важкий / Понедельник-день тяжёлый — Софія Іванівна
25. 1985 — Маріца / Марица  — Віолетта
26. 1988 — Ешелон / Эшелон — стара
27. 1991 — Казус імпровізус / Казус импровизус — пенсіонерка Козицька
28. 1996 — Йшов старий від баби / Уходил старик от старухи — стара

### Озвучування мультфільмів
- 1953 — Лісовий концерт / Лесной концерт — Щур
- 1957 — В одній їдальні / В одной столовой
- 1966 — Про злу мачуху / Про злую мачеху  — Фекла
- 1968 — Обережно, щука! / Осторожно, щука!  — Щука
- 1969 — Примхлива принцеса / Капризная принцесса  — королева
- 1984—1985 — Лікар Айболить / Доктор Айболит  — Варвара

### Участь у фільмах
- 1983 — Я повертаю Ваш портрет (документальний)
- 1991 — Андрій (документальний)
- 1992 — Лідія Русланова (документальний)

### Архівні кадри
- 2003 — Марія Миронова (з циклу телепрограм каналу ОРТ «Щоб пам'ятали») (документальний)
- 2005 — Марія Миронова (з циклу передач телеканалу ДТВ «Як йшли кумири») (документальний)
- 2011 — Так, я цариця! Марія Миронова (документальний)

## Книги
- 1984 — «Марія Миронова і Олександр Менакер у своєму репертуарі».

## Пам'ять
- У 1999 році в Москві (Малий Власьєвський провулок, будинок № 7) відкрито музей-квартиру родини Миронових.
- На цьому ж будинку встановлена меморіальна дошка Марії Мироновій та Олександру Менакеру.